# Конфедеративный период
Конфедеративный период (англ. The Confederation Period) — период политической истории США в 1780-х годах, который начался в 1781 году ратификацией Статей Конфедерации и завершился в 1789 году с появлением Конституции США. В эту эпоху английская армия капитулировала под Йорктауном, и война за независимость завершилась заключением Парижского мира в 1783 году. Американское государство сразу же столкнулось с множеством проблем, которые отчасти проистекали из отсутствия сильного национального правительства и систематизированной политической структуры. Период завершился в момент ратификации Конституции и возникновения нового, более сильного национального правительства.
Статьи Конфедерации создали слабое сообщество штатов с очень слабым федеральным правительством. Страной управляла ассамблея депутатов, которые действовали от имени штата, который они представляли. Эта однопалатная ассамблея, известная как Конгресс Конфедерации (официально англ. The United States in Congress assembled) имела очень ограниченные полномочия и не имела возможности действовать независимо от штатов. Не было главы исполнительной власти (Chief Executive Officer), не было и судебной системы. Конгресс не имел права устанавливать налоги, регулировать внутреннюю или международную торговлю и вести переговоры с другими государствами. Неспособность правительства справиться с возникающими проблемами вызывала требования реформ и даже разговоры о сецессии штатов.
По итогам парижского мира Соединённым Штатам досталась территория от Атлантического океана до реки Миссисипи. При этом заселить территории к западу от хребта Аппалачи не представлялось возможным из-за сопротивления местного населения и проблем с Англией, поэтому в 1787 году Конгресс постановил создать «Северо-западную территорию», чем был создан прецедент создания управляемых правительством «Территорий США».
Когда все попытки Конгресса улучшить Статьи Конфедерации ни к чему не привели, национальные лидеры встретились в Филадельфии в 1787 году, чтобы создать новую Конституцию. Она была ратифицирована в 1788 году, а с 1789 года стало собираться новое федеральное правительство, что стало концом Конфедеративного периода. По оценкам ряда историков, 1780-е годы были тяжёлым временем для американцев, по другим же оценкам, это был стабильный и относительно благополучный период.

## Америка в послевоенные годы

Американские штаты в Конфедеративный период

### Статьи
- Chandler, Ralph Clark. Public Administration Under the Articles of Confederation (англ.) // Public Administration Quarterly. — 1900. — Vol. 13, iss. 4. — P. 433—450.